# Dolomedes vatovae
Dolomedes vatovae är en spindelart som beskrevs av Lodovico di Caporiacco 1940. Dolomedes vatovae ingår i släktet Dolomedes och familjen vårdnätsspindlar.
Artens utbredningsområde är Etiopien. Inga underarter finns listade i Catalogue of Life.